# Pterolophia circulata
Pterolophia circulata là một loài bọ cánh cứng trong họ Cerambycidae.